# Bertkow
Bertkow ist ein Ortsteil der Gemeinde Goldbeck im Landkreis Stendal in Sachsen-Anhalt.

## Geographie
Das Dorf Bertkow liegt etwa 3 Kilometer östlich von Goldbeck und etwa 14 Kilometer nördlich von Stendal im Osten der Altmark.
Der nordöstliche Teil, das frühere Alt Bertkow, ein Doppelstraßendorf mit Kirche, zeigt die Spuren eines alten Rundlingsdorfes und der südwestliche Teil, das frühere Neu Bertkow, ursprünglich ein Straßendorf, sind im Laufe der Zeit zum Dorf Bertkow zusammengewachsen.
Die Gemarkung Bertkow besteht aus den Ortsteilen Bertkow und Plätz. Im Osten fließt der Balsamgraben, der das Gebiet zwischen Uchte und Elbe in Richtung Norden entwässert.
Nachbarorte sind Goldbeck im Westen, Plätz im Nordwesten, Krusemark im Osten und Altenau im Süden.

## Geschichte

### Mittelalter bis Neuzeit
Im Jahre 1225 trat ein Ottonis advocati de Bertigge als Zeuge auf.
Auf der Homepage der heutigen Gemeinde Goldbeck wird mitgeteilt, Bertkow sei im Jahre 1240 im Zusammenhang mit der gleichnamigen Familie erstmals erwähnt worden. Der Historiker Peter P. Rohrlach schreibt, dass das Dorf Bertkow im Jahre 1291 erstmals als villa Bertekowe erwähnt wurde. Eine weitere Nennung des Ortes stammt von 1343 als to bertekowe.
Im Jahre 1437 wurde Alten Bertkow als czu Bertkow In der alden strasse und Neuen Bertkow als czu Bertkow In der nuwen strasse erwähnt. Weitere Nennungen der Orte sind beispielsweise 1450 Nigenbertekow, 1598 Nien Bertkow, 1687 Neuen Bertkow und Alten Bertkow, 1711 Neüen Behrkau. 1804 gab es das adlige Gut und Dorf Alt-Bertkau mit einer Mutterkirche und das Dorf Neu-Bertkau.
In der Dorfchronik heißt es: In alten Schriften spricht man von Alt-Bertkow, einem Rundlingsdorf um die Kirche mit zwei Rittergütern. Das eine Rittergut ist das Gutshaus, oder auch „Schloss zu Bertkow“. Es wurde seit 1996 ständig saniert. Es lässt nicht mehr erkennen, dass es einen großen Brand überstanden hat. Die beiden Rittergüter wurden später zu einem vereint. In alten Schriften um 1225 taucht außerdem der Name Otto von Bertkow auf. Er war das Oberhaupt der Familie Bertkow, die bis 1804 im Besitz des Gutshauses war. Außerdem findet in alten Schriften Neu-Bertkow Erwähnung, ein Straßendorf, wie es damals durchaus gebräuchlich war.
1992 feierte der Ort nachträglich das 750-jährige Bestehen. Gleichzeitig wurden die neuen Straßen mit einem großen Fest eingeweiht.

### Bodenreform und Landwirtschaft nach 1945
Peter P. Rohrlach beschreibt die landwirtschaftlichen Verhältnisse nach 1945: Bei der Bodenreform wurden 1945 ermittelt: eine Besitzung über 100 Hektar hatte 162 Hektar, 17 Besitzungen unter 100 Hektar hatten zusammen 342 Hektar, eine Kirchenbesitzung mit 16 Hektar, zwei Gemeinedebesitzungen hatten zusammen 0,8 Hektar. Eine Besitzung mit 233 Hektar wurde von der SMAD verwaltet und bewirtschaftet. Enteignet wurde das Rittergut des Besitzers Graf von Westphalen mit 238 Hektar. Davon gingen 41,5 Hektar an den Bodenfonds. Nach Freigabe durch die Rote Armee war es ab 1946 ein Provinzialgut mit 182 Hektar Fläche, 21,9 Hektar waren an die Gemeinde gegangen. 1948 wurde das bisherige Provinzialgut als Landesgut wegen Aufsiedlung an Wischebauern aufgelöst. Das Rittergut in Alt Bertkow des Besitzers Löwe mit 1674 Hektar wurde auch enteignet. 1948 wurden 247 Hektar neu aufgeteilt (31 ha auf 4 Landarbeiter, 199 ha auf 24 Umsiedler, 7 Hektar auf zwei landarme Bauern, 6 Hektar an die VdgB, 4 Hektar an die Gemeinde). Im Gesamtergebnis erhielten aus der Bodenreform 44 Vollsiedler jeder über 5 Hektar, 14 Kleinsiedler jeder unter 5 Hektar. Im Jahre 1954 entstand die erste Landwirtschaftliche Produktionsgenossenschaft vom Typ III in Bertkow, die LPG, Typ III „Glückauf“, mit der später andere LPGs vereinigt wurden und aus der die heutige Agrargenossenschaft entstand.

### Schloss Bertkow
Das frühere Rittergutshaus in Alt Bertkow, wird heute als „Schloss zu Bertkow“ bezeichnet. Die Bezeichnung geht auf die Familie Bertkow zurück, die das Gut bis 1804 besessen hatte. Später kauften die Familien Rendelmann und Löwe das Gut. Das Eingangsportal des Hauses trägt die Inschrift „Des Vaters Segen bauet den Kindern Häuser“ und die Jahreszahl 1894. Rechts und links oberhalb der Tür das Wappen des Hauses und der freie Platz für die einstige Uhr. Bereits 1930 gab es im Fachwerkhaus auf dem Ochsenhof einen Kindergarten für die Kinder der Bediensteten des Gutshauses, der 1937/38 in eine neu gebaute Baracke umzog. Die Löwes wurden 1945 enteignet und gingen nach Westdeutschland. Im ehemaligen Gutshaus fanden Flüchtlingsfamilien eine Bleibe, ehe sie im Zuge der Bodenreform Häuser bauten und Land kaufen konnten. 1950 wurde das Gutshaus in „Kulturhaus“ umbenannt. Dort befanden sich ein Kultursaal, ein Kindergarten, später eine Kinderkrippe. Ab 1990 wurde es renoviert, 1993 durch eine Schwelbrand beschädigt und anschließend als Dorfgemeinschaftshaus wieder renoviert und restauriert. 1994 war in Bertkow das „Löwenfest“ gefeiert worden, der 85. Geburtstag von Ulrich Löwe, dem jüngsten Sohn des letzten Gutsbesitzers Berthold Löwe, dessen Familie dem Ort auch heute noch verbunden ist. Seit 2002 trägt das Haus den Namen „Schloss zu Bertkow“.

### Herkunft des Ortsnamens
Der Ortsname „bartkow“ 1496 stammt vermutlich aus dem Polabischen. Das Wort „bartnek“ bedeutet „Imker“. Die Silbe „kowe“ steht für „Wohnung, Hütte“.

### Eingemeindungen
Alt Bertkow und Neu Bertkow gehörten bis 1807 zum Arneburgischen Kreis der Mark Brandenburg in der Altmark. Danach lagen sie bis 1813 im Kanton Arneburg auf dem Territorium des napoleonischen Königreichs Westphalen. Ab 1816 gehörten die Gemeinden und das Gut zum Kreis Osterburg, dem späteren Landkreis Osterburg.
Die Landgemeinde Alt Bertkow wurde zuletzt 1871 genannt. Ab 1895 gab es Bertkow. Die Landgemeinde Neu Bertkow wurde offenbar zwischen 1885 und 1895 mit der Landgemeinde Bertkow vereinigt.
Der Gutsbezirk Alt Bertkow wurde am 30. September 1928 mit der Landgemeinde Bertkow vereinigt und anschließend als Wohnplatz aufgeführt.
Am 20. Juli 1950 wurde die bis dahin eigenständige Gemeinde Plätz nach Bertkow eingemeindet.
Die Gemeinde Bertkow wurde am 25. Juli 1952 in den Kreis Osterburg umgegliedert. Am 1. Juli 1994 kam sie zum Landkreis Stendal. Nach 1990 schloss sie sich mit anderen Gemeinden der Verwaltungsgemeinschaft Arneburg-Krusemark an. Ab dem 1. Juli 2005 bis zu ihrer Eingemeindung in Goldbeck am 1. Januar 2009 der Verwaltungsgemeinschaft Arneburg-Goldbeck an. Seit dem 1. Januar 2009 sind damit Bertkow und Plätz Ortsteile von Goldbeck.

### Einwohnerentwicklung

#### Landgemeinde/Gemeinde/Ortsteil Bertkow
| Jahr | Einwohner |
| ---- | --------- |
| 1892 | [00]209   |
| 1895 | 109       |
| 1900 | [00]338   |
| 1905 | 296       |
| 1910 | [00]395   |
| 1925 | 439       |

| Jahr | Einwohner |
| ---- | --------- |
| 1939 | 347       |
| 1946 | 516       |
| 1964 | 543       |
| 1971 | 478       |
| 1981 | 430       |
| 1993 | 367       |

| Jahr | Einwohner |
| ---- | --------- |
| 2006 | 319       |
| 2007 | [00]314   |
| 2014 | [00]216   |
| 2015 | [00]216   |
| 2017 | [00]198   |
| 2018 | [00]207   |

| Jahr | Einwohner |
| ---- | --------- |
| 2020 | [00]203   |
| 2021 | [00]206   |
| 2022 | [0]200    |
| 2023 | [0]210    |

Quelle, wenn nicht angegeben, bis 2006:

#### Landgemeinde Alt Bertkow
| Jahr | Einwohner |
| ---- | --------- |
| 1734 | 076       |
| 1772 | 118       |
| 1790 | 081       |
| 1798 | 061       |
| 1801 | 090       |

| Jahr | Einwohner |
| ---- | --------- |
| 1818 | 108       |
| 1840 | 131       |
| 1864 | 203       |
| 1871 | 194       |
| 1885 | 099       |

Quelle:

#### Gut/Gutsbezirk Alt Bertkow
| Jahr | Einwohner |
| ---- | --------- |
| 1798 | 27        |
| 1885 | 73        |
| 1895 | 64        |
| 1905 | 57        |

Quelle:

#### Landgemeinde Neu Bertkow
| Jahr | Einwohner |
| ---- | --------- |
| 1734 | 079       |
| 1790 | 085       |
| 1798 | 123       |
| 1801 | 102       |
| 1818 | 118       |

| Jahr | Einwohner |
| ---- | --------- |
| 1840 | 121       |
| 1864 | 118       |
| 1871 | 130       |
| 1885 | 141       |
| 1895 | 139       |

Quelle: 

## Religion
Die evangelische Kirchengemeinde Bertkow, die früher zur Pfarrei Bertkow gehörte, gehört heute zum Kirchspiel Krusemark-Goldbeck und wird betreut vom Pfarrbereich Klein Schwechten im Kirchenkreis Stendal im Bischofssprengel Magdeburg der Evangelischen Kirche in Mitteldeutschland.
Die Kirchengemeinde Bertkow wurde ab 1961 von Krusemark aus verwaltet und 1993 mit der Kirchengemeinde Plätz zum Kirchspiel Bertkow-Plätz vereinigt. Ab 2007 gehörte die Kirchengemeinde zum Kirchspiel Krusemark-Goldbeck, das 2010 mit Krusemark-Goldbeck unter Klein Schwechten verbunden wurde.

## Politik
Verwaltungsrechtlich gehört Bertkow zur Verbandsgemeinde Arneburg-Goldbeck. Die Bürger aus Bertkow sind seit Juli 2024 durch 3 Mitglieder der Wählergemeinschaft Bertkow im Gemeinderat Goldbeck vertreten.

## Kultur und Sehenswürdigkeiten

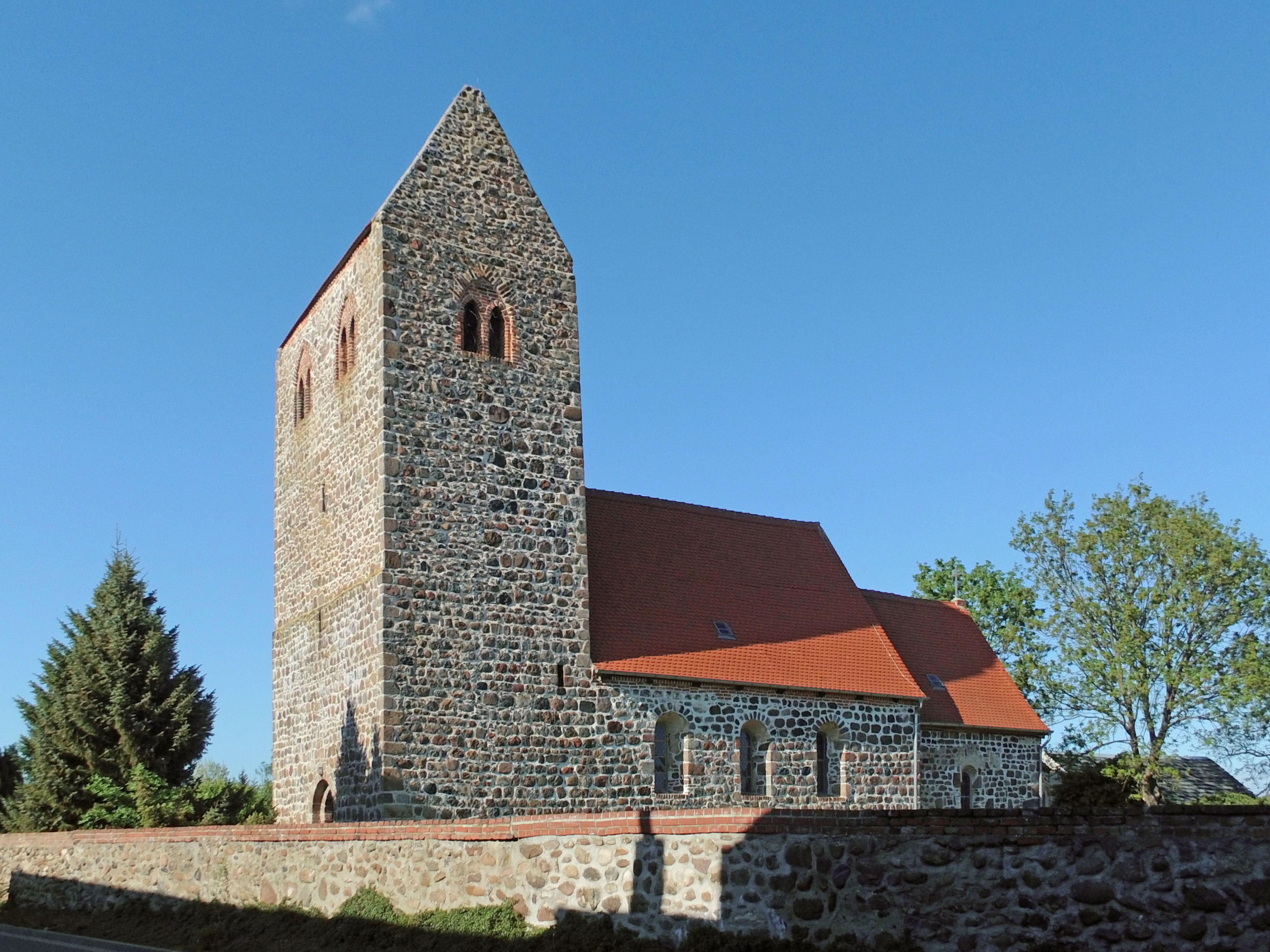
Evangelische Kirche in Bertkow

- Die evangelische Dorfkirche Bertkow in Alt Bertkow ist eine steinseitig verputzte Feldsteinkirche aus der ersten Hälfte des 12. Jahrhunderts. In der zweiten Hälfte des 19. Jahrhunderts und 1934 wurde sie restauriert.[8]
- Auf dem Kirchhof befindet sich Ortsfriedhof.
- Das kulturelle Leben in Bertkow wird vorwiegend von den Freiwilligen Feuerwehren, dem Sportverein Bertkower SC, der Jagdgesellschaft und der Seniorengruppe gestaltet. Das „Schloss zu Bertkow“ (ehemaliges Gutshaus) wurde in den vergangenen Jahren aufwendig renoviert.
- „Schloss zu Bertkow“ (ehemals Dorfgemeinschaftshaus)
- Rittergut (Rendelmann-Schloss)

### Sport
- Bertkower SC mit Fußballmannschaft und Frauengymnastikgruppe (seit 14. September 1996)

### Regelmäßige Veranstaltungen
- 1. Mai, Maifest mit Maifeuer und Fackelumzug

## Wirtschaft und Infrastruktur
Das Dorf ist landwirtschaftlich geprägt. Im Oktober 1991 wurde die „Agrargenossenschaft – Rinderzucht – Bertkow“ gegründet. Außerdem gibt es einen erfolgreichen Rinderzuchtbetrieb in landwirtschaftlicher Nebenerwerbstätigkeit.

### Ansässige Unternehmen
- Agrargenossenschaft – Rinderzucht – Bertkow
- eastsolar – Fachhandel und -betrieb für Solartechnik

### Verkehrsanbindung
Von Bertkow aus führen Landstraßen nach Goldbeck, Arneburg und Werben (Elbe). Im drei Kilometer entfernten Goldbeck befindet sich der nächste Bahnhof an der Strecke Magdeburg–Wittenberge.